# Distretto di Baiyin
Il distretto di Baiyin (白银区S, BáiyínP) è un distretto della Cina, situato nella provincia del Gansu.